# Guerras Anglo-Escocesas

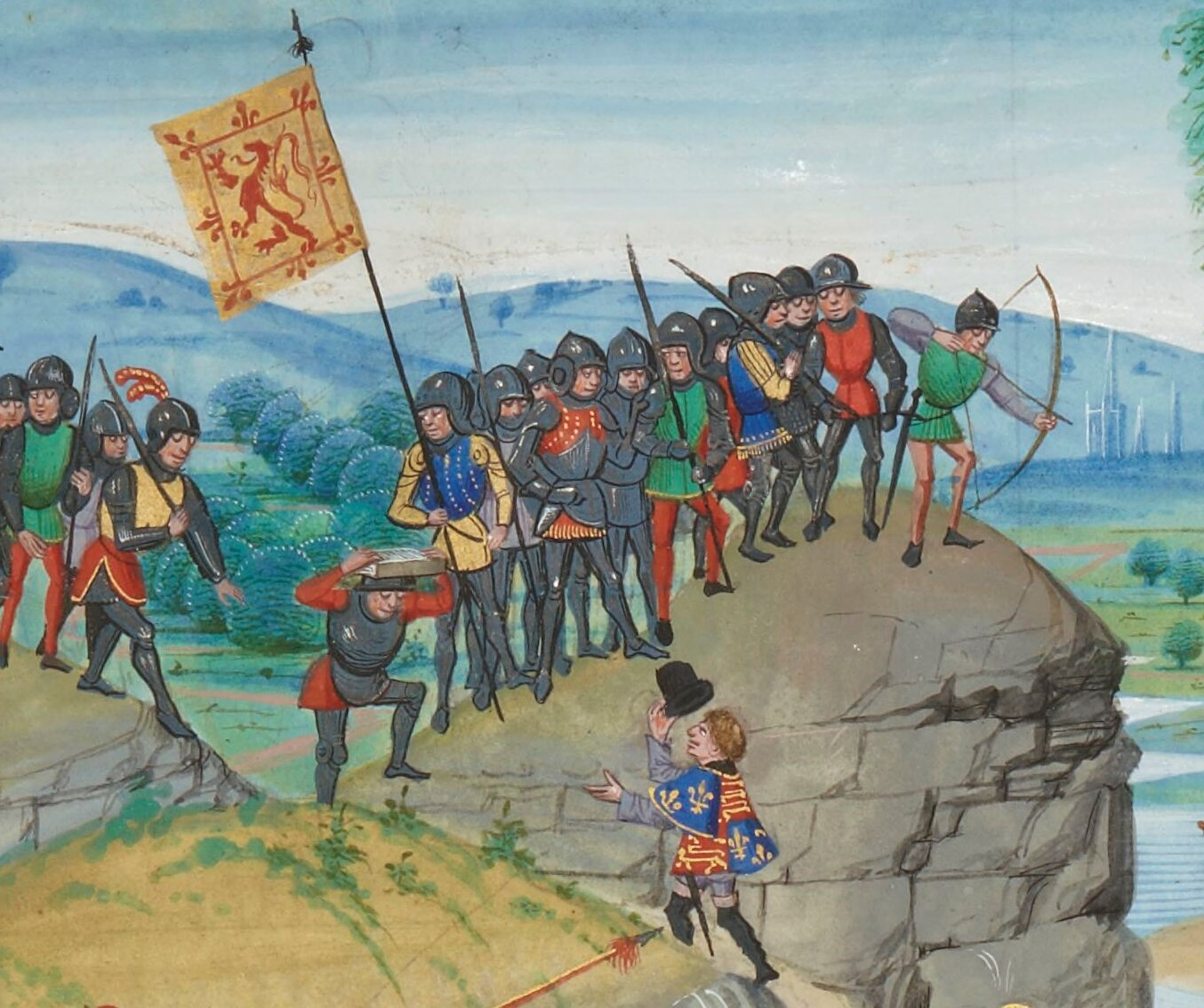
Uma ilustração do século XV mostrando um arauto inglês se aproximando de uma tropa de soldados escoceses

As Guerras Anglo-Escocesas compreendem as várias batalhas que continuaram a ser travadas entre o Reino da Inglaterra e o Reino da Escócia desde a época das Guerras de Independência, no início do século XIV, até os últimos anos do século XVI.
Embora as Guerras de Independência, nas quais a Escócia resistiu duas vezes à tentativa de conquista pelos reis Plantagenetas da Inglaterra, tenham terminado formalmente nos tratados de 1328 e 1357, respectivamente, as relações entre os dois países continuaram instáveis. As incursões dos reis ingleses na Escócia continuaram sob Ricardo II e Henrique IV e os conflitos informais transfronteiriços permaneceram endêmicos. Os pontos críticos formais na fronteira incluíam lugares que permaneceram sob ocupação inglesa, como o Castelo de Roxburgh e o porto de Berwick-upon-Tweed. Roxburgh foi recapturada pelos escoceses em 1460 sob o comando de Maria de Guelders, após a morte de Jaime II na mesma campanha. Da mesma forma, eles capturaram Berwick em 1461 em troca de apoio aos Lancaster. Berwick mudou de mãos diversas vezes no passado e, quando um país tentou tirar vantagem da fraqueza ou instabilidade do outro, ficou do lado de um na guerra civil, culminando na captura final do porto escocês pelos ingleses pelo iorquino Ricardo, Duque de Gloucester, em 1482.
A preocupação da Inglaterra com a guerra civil durante as Guerras das Rosas e a ajuda da Escócia à causa Lancaster podem ter sido um componente no período de relativa recuperação de seu vizinho do norte durante o século XV, e na primeira década do século XVI, Jaime IV da Escócia e Henrique VII da Inglaterra estavam fazendo propostas para uma paz duradoura após ajudar este último, junto com a França, aliada da Escócia, na Batalha de Bosworth. Isso entrou em colapso após a ascensão do mais abertamente belicoso Henrique VIII ao trono inglês e a incursão catastroficamente equivocada de Jaime IV na Nortúmbria em 1513, que terminou na Batalha de Flodden. Três décadas depois, após a morte de Jaime V em 1542, o chamado "cortejo violento" nas mãos dos exércitos invasores ingleses sob o comando do Conde de Hertford trouxe depredações evidentes à Escócia. A última batalha campal entre a Escócia e a Inglaterra como estados independentes foi a Batalha de Pinkie Cleugh em setembro de 1547. No entanto, períodos de luta e conflito continuaram.
A França também desempenhou um papel fundamental durante o período das Guerras Anglo-Escocesas. Soldados escoceses e ingleses em solo francês durante a Guerra dos Cem Anos (1337–1453) geralmente lutavam em lados opostos, com os escoceses apoiando os franceses contra os ingleses sob a Velha Aliança. A França, em períodos posteriores, por sua vez, frequentemente intervinha em solo escocês para apoiá-los. Esse envolvimento francês teve consequências políticas cada vez mais complexas para todos os lados no final do século XVI.
Pode-se dizer que as Guerras Anglo-Escocesas terminaram formalmente com a União das Coroas em 1603, na qual a Inglaterra e a Escócia entraram em uma união pessoal sob Jaime VI e I, que herdaram ambas as coroas. No entanto, conflitos sangrentos entre os dois estados continuaram a surgir de formas diferentes e mais complexas ao longo do século XVII.

## Guerras de fronteira entre Escócia e Inglaterra

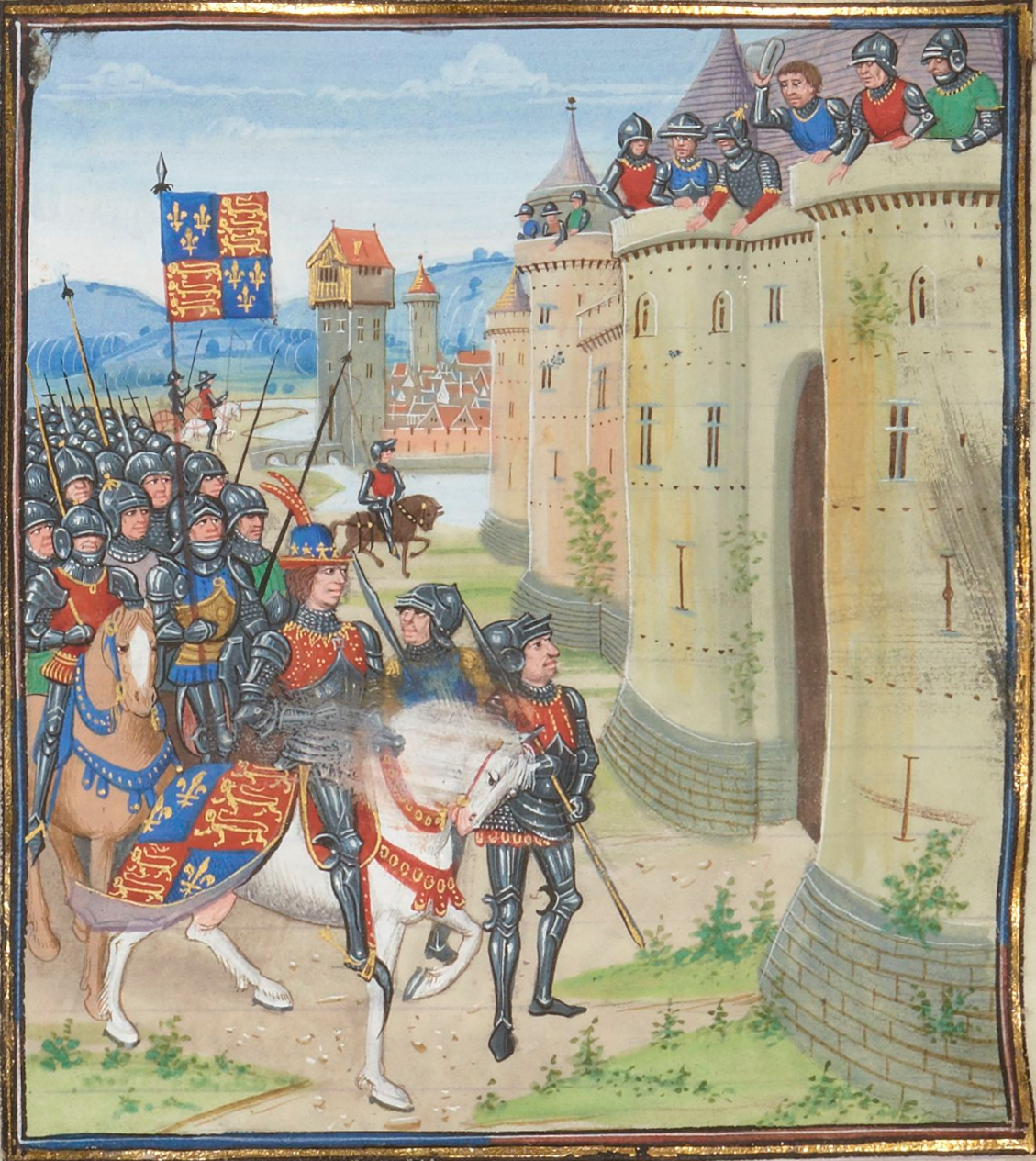
Exército inglês em Berwick upon Tweed, 1482

Em meados do século XV, houve muitos conflitos na fronteira entre a Inglaterra e a Escócia, sendo o mais notável a Batalha de Sark em 1448. Essas batalhas foram resultado da campanha militar contínua da Inglaterra na França e das tentativas escocesas de apoiar a Casa de Valois.

## Campanha Flodden
A Inglaterra, sob o comando de Henrique VIII, declarou guerra à França em 1512 (como parte de um conflito maior conhecido como Guerra da Liga de Cambrai). Jaime IV da Escócia invadiu a Inglaterra em cumprimento à sua aliança com a França (mesmo sendo casado com a irmã de Henrique, Margarida). Em 1513, depois que ataques preliminares de invasores da fronteira fracassaram, o exército principal de James invadiu a Inglaterra. Sua artilharia rapidamente subjugou castelos ingleses como Norham e Wark. No entanto, Jaime lançou um desafio formal para uma batalha em campo aberto ao exército inglês sob o comando do Conde de Surrey e então fortificou sua posição; essa percepção de falta de cavalheirismo levou Surrey a avisar Jaime que nenhuma trégua seria dada ou aceita. O exército de Surrey manobrou em torno do exército escocês, que lançou um ataque para abrir uma rota para o norte, em direção à Escócia. Na desastrosa Batalha de Flodden, Jaime IV foi morto, juntamente com muitos dos seus nobres e pequena nobreza, as "Flores da Floresta".
Jaime V da Escócia era uma criança de apenas um ano de idade quando seu pai morreu. Várias facções entre os nobres escoceses disputavam o poder e a custódia do jovem rei. Enquanto Henrique VIII secretamente encorajava alguns deles, os exércitos ingleses e algumas famílias de invasores de fronteira ingleses e escoceses repetidamente invadiam e saqueavam o sudoeste da Escócia, para manter a pressão sobre as autoridades escocesas.
Por fim, depois que a facção do Conde de Angus assumiu o controle, as relações pacíficas foram restauradas entre a Inglaterra e a Escócia. (Parte do motivo da suavização de Henrique foi que os distúrbios que ele havia provocado na Escócia ameaçavam se espalhar para o sul da fronteira.)

## Campanha Solway Moss
Quando Jaime V atingiu a maioridade e assumiu o controle, ele derrubou a facção Angus e renovou a Velha Aliança da Escócia com a França. Ele se casou primeiro com Madalena de Valois, filha de Francisco I da França, e quando ela morreu alguns meses depois de tuberculose, ele se casou com Maria de Guise. A tensão entre a Inglaterra e a Escócia aumentou mais uma vez; principalmente porque Henrique já havia rompido com a Igreja Católica Romana e embarcado na Dissolução dos Mosteiros, enquanto Jaime se manteve fiel a Roma e deu autoridade a prelados poderosos como o Cardeal David Beaton.
A guerra eclodiu em 1541. Mais uma vez houve escaramuças preliminares na fronteira, mas quando James enviou um grande exército para a Inglaterra, sua liderança era fraca e dividida e sofreu uma derrota humilhante na Batalha de Solway Moss.

## Namoro Áspero
James morreu logo após a derrota. Mais uma vez, a monarca da Escócia era uma criança, desta vez Maria, Rainha dos Escoceses. Henrique tentou pressionar uma Escócia dividida a formar uma aliança e garantir o casamento de Maria com seu filho Eduardo (o "Rough Wooing"). Quando o Cardeal Beaton assumiu o controle do governo da Escócia e renovou a aliança com a França, Henrique reagiu em 1544 enviando um exército sob o comando do Conde de Hertford, tio de Eduardo, para incendiar Edimburgo e causar devastação e matança em todo o sul da Escócia, como forma de induzir uma mudança de opinião. A campanha continuou no ano seguinte, mas algumas facções escocesas se reconciliaram e obtiveram uma vitória na Batalha de Ancrum Moor, que interrompeu temporariamente os ataques ingleses.
Henrique morreu em 1547. Hertford, agora Protetor e Duque de Somerset, renovou a tentativa de impor uma aliança e também de impor uma igreja anglicana na Escócia. Ele obteve uma grande vitória na Batalha de Pinkie, mas Mary foi contrabandeada para a França para ficar noiva do Delfim Francisco. A luta continuou por mais alguns anos, principalmente no cerco de Haddington, e as tropas francesas ajudaram os escoceses. Sem uma paz duradoura, o regime de Somerset não conseguiria suportar as despesas da guerra. Ele foi deposto e eventualmente executado.

## Reforma na Escócia
Pinkie Cleugh foi a última batalha campal entre a Inglaterra e a Escócia antes da União das Coroas em 1603. Beaton foi assassinado em 1546, e em poucos anos, a Escócia passou por uma grande reforma religiosa que foi, diferentemente da maioria dos países europeus, notavelmente pacífica e nunca foi seriamente ameaçada pela contrarreforma, embora a vizinha Inglaterra fosse passar por uma contrarreforma sob a rainha Maria I Por um tempo, ambos os países foram distraídos por problemas internos. Por fim, a Rainha Elizabeth I veio para governar a Inglaterra e restaurar a estabilidade.
A Escócia permaneceu dividida. A facção católica sob o comando da rainha-mãe, Maria de Guise, controlou Leith e Edimburgo. Isabel conseguiu garantir a vitória da facção protestante usando sua frota para bloquear os católicos e impedir que a ajuda francesa chegasse até eles.
Na última parte do século XVI, a paz foi garantida pela probabilidade de que Jaime VI da Escócia, que foi criado como protestante e era filho de Maria, Rainha dos Escoceses, se tornasse Rei da Inglaterra após a morte de Elizabeth. Havia problemas constantes com os invasores da fronteira, mas Elizabeth estava inclinada a perdoar até mesmo suas depredações em vez de começar uma briga com seu vizinho protestante.